# Академическая библиотека Латвийского университета
Академическая библиотека Латвийского университета (ранее Рижская городская библиотека, Государственная историческая библиотека, Фундамента́льная библиоте́ка АН Ла́твии) — одна из крупнейших библиотек на территории Латвии, одна из старейших библиотек бывшего Советского Союза; также входит в пятёрку старейших библиотек Европы.

## Расположение
Официальный год основания библиотеки — 1524; она была создана в рамках Домской школы, старейшего учебного заведения в Ливонии. Сперва она носила название Рижской городской библиотеки, ей беспрепятственно могли пользоваться учащиеся Домской школы — по одному из заслуживающих внимания предположений она располагалась на её территории, однако точное местонахождение тем не менее установить затруднительно. В 1553 году она была перенесена в более просторное помещение, располагавшееся над крестовой галереей Домской церкви. В этом помещении библиотека находилась вплоть до последнего десятилетия XIX века, однако в 1891 году было принято решение перенести городскую библиотеку в освободившиеся помещения Рижской ратуши — так в последний раз перед Второй мировой войной библиотека поменяла свою прописку.
29 июня 1941 года, после артиллерийского обстрела города с левобережья Даугавы, возник сильный пожар, распространившийся на ансамбль зданий, формировавших Ратушную площадь. Существенно пострадало и здание Ратуши, в результате чего погибло более 3/4 библиотечного фонда. В 1944 году библиотека переезжает в здание бывшего Немецкого театра, построенного в 1782 году при финансовой поддержке мецената Отто Германа фон Фитингофа. Новый адрес библиотеки — Коммунальная улица (улица Комуналу), д. 5 (ныне улица Рихарда Вагнера).
В 1945 году появляется новое название — Государственная историческая библиотека. В 1946 году оно заменяется на «Фундаментальная библиотека АН ЛССР». В 1979 году основной фонд библиотеки переносят в специально отстроенное высокое здание из красного кирпича, что располагается на улице Лиелвардес. Для читателей новое здание открывается в 1980 году.

## Создание
Фактически городская библиотека может начинать отсчёт своей истории с того момента, когда член Рижского рата Пауль Дрейлинг безвозмездно передал в общее пользование пять эксклюзивных книг. Как раз в этот момент в Риге разгоралось движение за Реформацию, и приверженцы лютеранской веры реквизировали эти книги у францисканского монастыря. Через некоторое время к этим пяти монастырским книгам добавились и другие, в основном летописи и хроники, которые были изъяты у других монастырей в ходе межконфессиональных волнений 1524 — 25 годов. Также изымались и рукописи из различных монастырских библиотек, которые, в свою очередь, оказались ликвидированными. Также библиотека регулярно пополнялась книгами, принесёнными в дар гражданами, а также книги, которые приобретались на пожертвования.
В 1735 году был принят важный указ, по которому Рижскую городскую библиотеку обязаны были бесплатно снабжать как минимум одним экземпляром каждого печатного издания, выходившее в свет при Санкт-Петербургской Академии наук — и эта полезная практика продолжалась вплоть до Первой мировой войны. На протяжении всего XIX века библиотека неоднократно пополнялась ценными собраниями книг и рукописей, которые приносились в дар частными лицами. В первую очередь можно упомянуть эксклюзивное собрание книг на медицинскую тематику, принадлежавшее врачу Карлу Вильперту — это собрание включало в себя 6000 единиц. Пять тысяч экземпляров были переданы в библиотеку лифляндским историком и этнографом Карлом Эдуардом Напиерским. Также библиотека получила ценный дар в виде коллекции книг, рисунков и рукописей, собранных известным краеведом, худложником и многолетним преподавателем Петровского лицея этническим чехом Иоганном Кристофом Бротце.

## Экспонаты
Из редких изданий, принадлежащих библиотеке, следует отметить свод старинных рукописей, которые относятся к XIII веку — Parabolae Salomonis и Misterium Davidis. Ещё один уникальный экземпляр принадлежит XIV веку — имеется в виду первый образец религиозного песнопения под названием «Рижский миссал» (Missale Rigense). Библиотека включает в себя двести инкунабул, составляющих неоспоримую её гордость — из них можно отметить Catholicon Иоганна Балбуса, увидевший свет в Майнце в 1460 году, а также инкунабулу Epistolae et tractatus, принадлежащая Иерониму — работа также появилась в Майнце в 1470 году. Фундаментальная библиотека при АН Латвии может похвастаться обладанием фактически первого в истории Европы врачебного лексикона под названием Liber pandectarum medicinae, который был издан в Венеции в 1480 году — его автором-составителем является М. Сильватикус. В фондах библиотеки хранятся около ста палеотипов, а также имеется роскошное собрание произведений античных авторов, классиков античной литературы — Горация, Тита Ливия, Овидия и других писателей. Их произведения на языке оригинала составляют букинистическую жемчужину Фундаментальной библиотеки.
Библиотека постоянно и регулярно пополнялась исторически значимыми рукописями таких известных авторов, как остзейский политический деятель Карл Густав Зонтаг; известный прибалтийско-немецкий публицист, педагог и правозащитник Гарлиб Меркель, который первый серьёзно обратил внимание на дискриминационное положение латышских крепостных крестьян; автор латышских духовных писаний Кристиан Давид Ленц, который много времени посвятил деятельности на посту священнослужителя; знаковый немецкий писатель Иоганн Вольфганг Гёте; один из основоположников немецкого литературного романтизма Фридрих Шиллер; французский химик и микробиолог Луи Пастер, австрийский композитор Франц Лист и так далее. Также библиотека хранит автографы Петра I, М. И. Кутузова и ряда других известных политических деятелей, чиновников и военачальников.
В европейском научном пространстве Рижская городская библиотека уже к XVII веку обрела широкую известность под названием Bibliotheca Rigensis. После провозглашения независимой Латвии де-факто в 1920 году при Рижской библиотеке был открыт отдел печатных изданий на латышском языке, куратором и руководителем которого стал латышский библиотекарь и библиограф Янис Екабович Мисиньш, который трудился на этом посту до 1938 года. Всего на момент 1940 года в библиотеке насчитывалось около 204 единиц, отданных на хранение. Однако в связи с трагическими событиями конца июня 1941 года (в этот период велась оборона Риги от немецко-фашистских захватчиков) библиотека, располагавшаяся в Рижской ратуше, горит — в итоге удаётся спасти 46 000 единиц хранения из упомянутых выше 204 тысяч. Эти 46 000 книг хранились в строго охраняемых и прекрасно оснащённых сейфах Рижской ратуши, поэтому они остались неповреждёнными.

## Возрождение
В конце 1944 года, когда исход войны становился более-менее понятным, были поставлены задачи возрождения Рижской городской библиотеки. Одной из целей, которую ставили перед собой научные сотрудники, была пополнение частично утраченной коллекции старой библиотеки. Именно поэтому коллекция редких книг из библиотеки при Обществе истории и древностей Прибалтийских провинций Российской империи была безвозмездно передана будущей Фундаментальной библиотеке при Академии наук. Это книжное собрание включало в себя более 30 тысяч томов. 15 тысяч томов были переданы из книжного хранилища Рижского биржевого комитета. Также свою лепту в возрождение известной в европейских масштабах библиотеки внесли Рижское статистическое бюро и Рижская городская управа. Всего более 130 тысяч печатных единиц были выделены из фондов различных крупнейших библиотек Советского Союза. Также колоссальную роль в становлении библиотеки, повреждённой войной, сыграли многие частные жертвователи, из которых можно отметить латвийского микробиолога, политического деятеля Латвийской ССР Августа Кирхенштейна, патриарх латвийской медицинской науки Паул Страдыньш, а также некоторые весьма ценные книги передал в дар библиотеке норвежский зоолог Эмбрик Странд.
В 1954 году к Фундаментальной библиотеке АН ЛССР была присоединена библиотека Мисиньша. Уже в 1987 году в фондах и хранилищах библиотеки, казавшихся воистину необъятными, насчитывалось три миллиона единиц хранения; при этом профиль фондов объективно считается универсальным именно по критерию тематического разнообразия единиц, представленных в нём. Наиболее широко в Фундаментальной библиотеке представлена коллекция по таким отраслям научного знания, как техническая, инженерная сфера, блок естественных наук (физика, химия, биология) и общим наукам (в том числе имеется в виду достаточно богатое книжное собрание по филологической тематике).
В 1974 году в Риге вышло довольно полное специальное издание, посвящённое 450-летию Фундаментальной библиотеки, названное «Библиотеке 450». В нём подробно излагаются основные этапы истории Рижской библиотеки, приводится детальное описание наиболее эксклюзивных и примечательных единиц хранения, а также приводится каталогизация её фондов и книгохранилища.
В 1992 г. переименована в Латвийскую академическую библиотеку, с 2009 г. — структурное подразделение Латвийского университета. У университета также имеется собственная библиотека, созданная для пользования работниками и студентами.